# Plagusiidae
Famille
Les Plagusiidae sont une famille de crabes de la super-famille des Grapsoidea. 

## Liste des genres
Selon World Register of Marine Species (31 décembre 2024) :
- genre Caligoplagusia Fujita & Narusa, 2014
- genre Davusia Guinot, 2007
- genre Euchirograpsus H. Milne Edwards, 1853
- genre Guinusia Schubart & Cuesta, 2010
- genre Miersiograpsus Türkay, 1978
- genre Plagusia Latreille, 1804

## Publication originale
- Dana, 1851 : Conspectus Crustaceorum quæ in Orbis Terrarum circumnavigatione, Carolo Wilkes e Classe Reipublicæ Fœderatæ Duce, lexit et descripsit. Proceedings of the Academy of Natural Sciences of Philadelphia, vol. 5, pp. 247–254.